# 글렌체크
글렌체크(Glen Check)는 대한민국의 신스팝, 일렉트로니카 밴드이다. 2011년, Disco Elevator라는 EP 앨범으로 데뷔했다. 2013년 제 10회와 2014년 제 11회를 연달아서 한국대중음악상 최우수 댄스일렉트로닉음반상을 2년 연속 수상했다.

## 구성원
- 김준원 - 보컬, 기타 담당
- 제이보 - 기타, 신시사이저 담당

## 음반

### 정규
- 1집 Haute Couture (2012.02.28)
- 2집 YOUTH! (2013.11.19)
- 3집 Bleach (2022.03.03)

### 비정규
- Disco Elevator (EP) (2011.02.11)
- Disco Elevator (iTunes Edition) (EP)  (2011.03.21)
- Au Revoir (2011.09.29)
- Cliché (2012.09.28)
- `84 (2012.12.11)
- I`ve Got This Feeling Remixes (2014.03.19)
- The Glen Check Experience (2017.08.13)
- Velvet Goldmine (2018.08.03)
- Dive Baby, Dive (Machinedrum Remix) (2023.03.14)
- Cactus, Cactus (2023.04.04)
- Pulp (2023.05.23)
- Thrifty Issue 01 (2023.09.11)
- Sunbathe (2023.11.02)
- Nevada (2023.12.19)
- Electronic Live System 2024 (2024.03.22)

## 수상
- 2013년 제 10회 한국대중음악상 최우수 댄스/일렉트로닉 음반상
- 2014년 제 11회 한국대중음악상 최우수 댄스/일렉트로닉 음반상